# Domácí pec

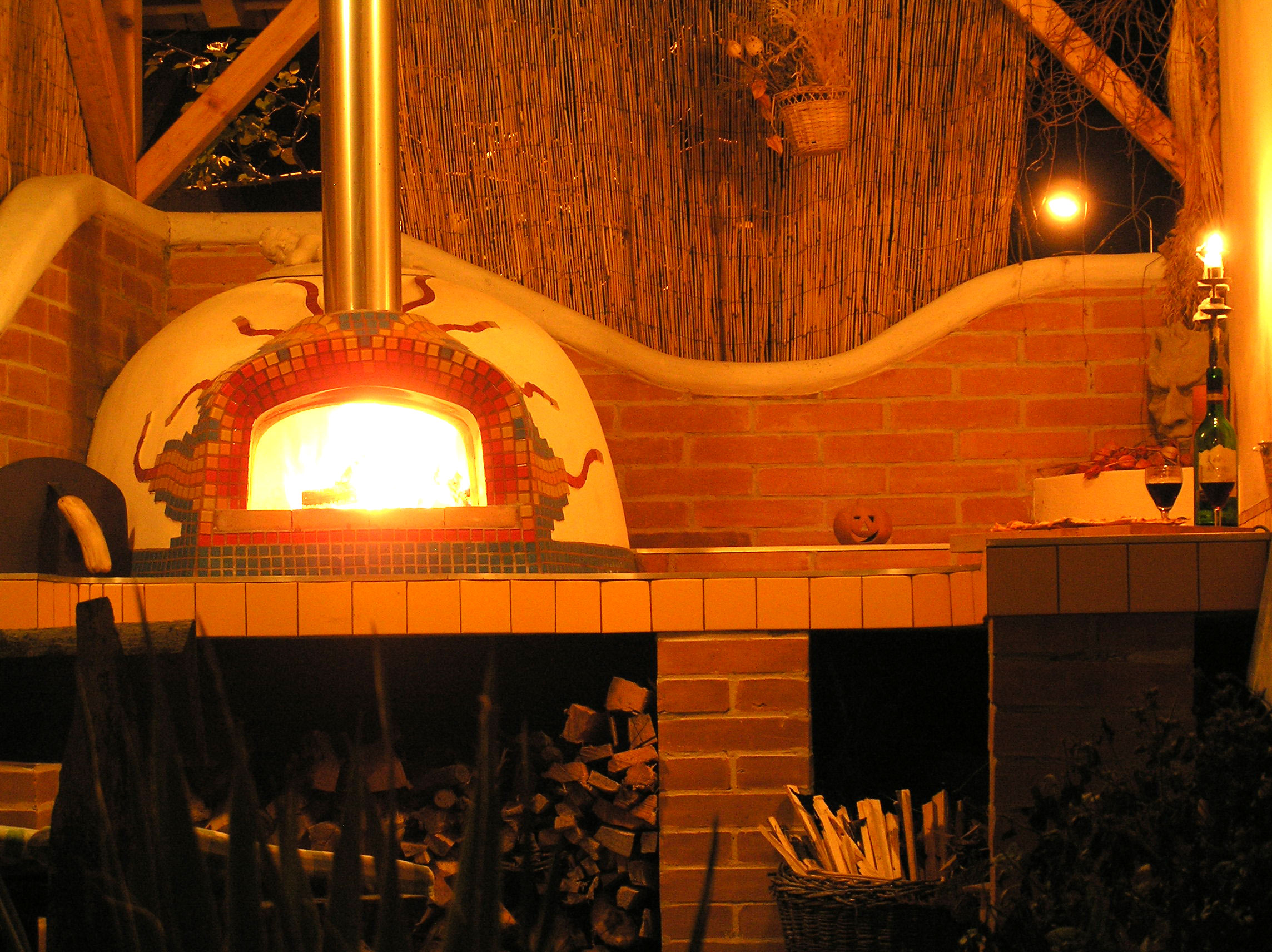
Noční pec

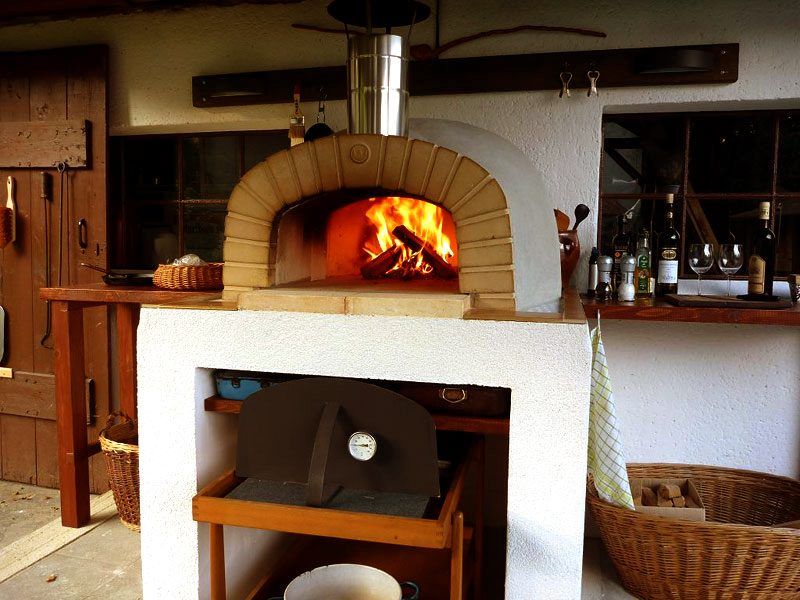
Oheň v peci

## Historie a současnost
Pece vytápěné dřevem byly od dob starého Egypta vyráběny nejprve jako jámy v zemi, později z hlíny a z pálených hliněných cihel. Kdysi byla pec, pekárna na chleba nedílnou součástí každé chalupy a její stavba byla poměrně složitým procesem.[zdroj?] V současnosti se pece vyrábí z moderních žáruvzdorných šamotových (hlinito-křemičitanových) materiálů na bázi lupků – vysoké hutnosti a malé poréznosti.

## Princip funkce
Moderní pece pro komfortní využití do domácností až po pece do pizzerií se vyrábí tvarováním vysoce jakostních materiálů do speciálních forem s následným sušením a vypalováním tvarovek za vysokých teplot. Pec postavená z těchto tvarovek je konstrukčně jednodušší než klasicky stavěná pec cihlová, je rychleji postavená a pro roztopení pece je potřeba kratší čas. Roztopení pece poznáme snadno - vnitřní klenba je čistá, všechny saze uvnitř shoří – pec se nikdy nemusí čistit jako trouba. Po shrnutí ohně na stranu a vymetení dna pece začínáme péct nejdříve pizzy, následně maso, zeleninu, zapékat různé pokrmy, dále péci chleba, různé slané i sladké pečivo a na závěr se dá zbytkové teplo využít k sušení. Stěny pecí z těchto materiálů velmi dobře absorbují teplo a naakumulované jej dlouhodobě sálají. Sálající měkké teplo dokonale prostupuje a zdravým způsobem upravuje veškeré potraviny. Principem úpravy pokrmů v peci, je tepelné opracování potravin sálavým teplem na pokrm ze všech stran. Nahřátá pec dokáže sálat teplo i několik hodin a při mírném přitápění může být nahřátá i několik dní (např. celý víkend) a to nám umožňuje přípravu různých pokrmů na jedno zatopení, protože různá jídla vyžadují různou teplotu potřebnou pro úpravu.

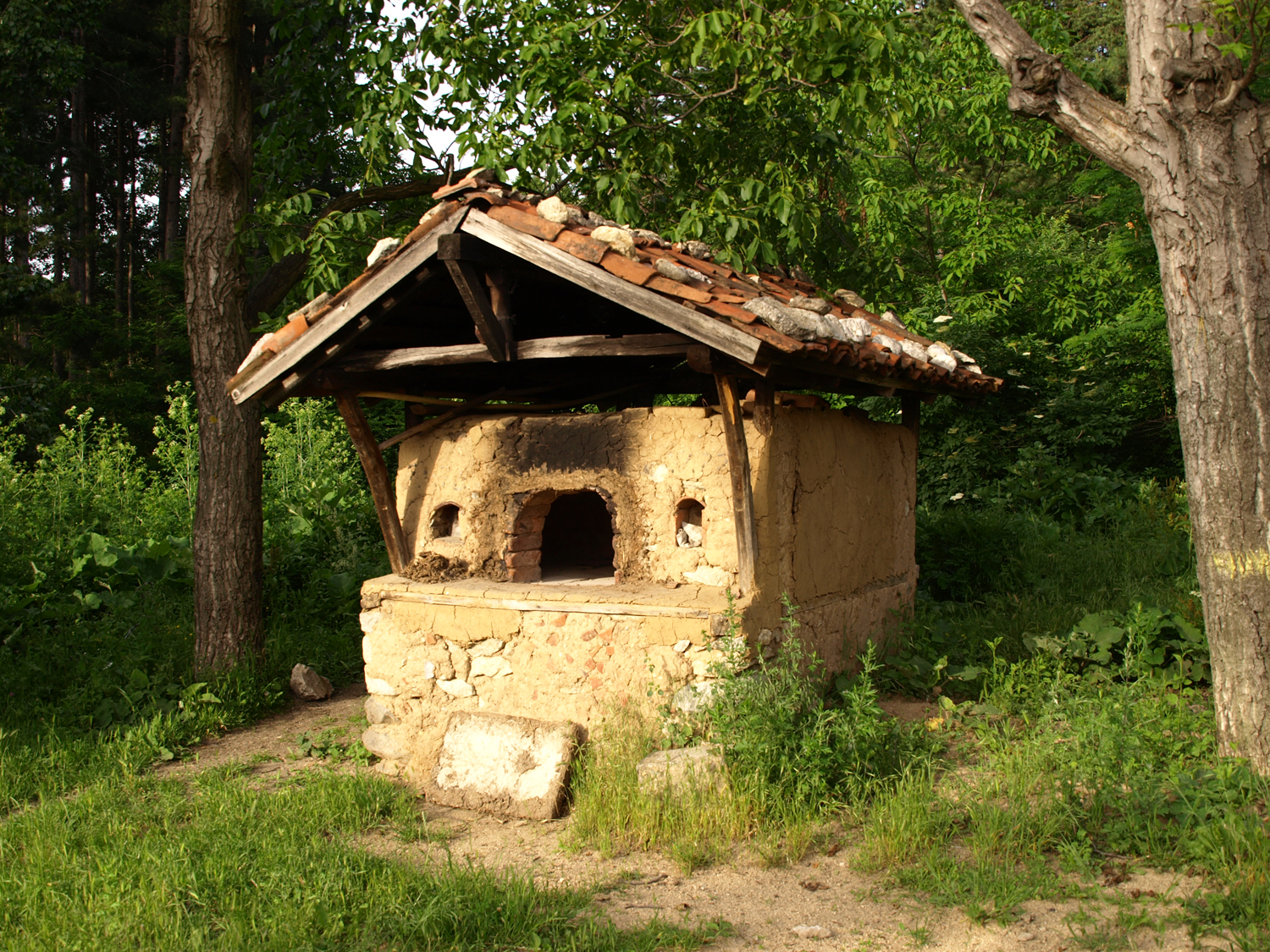
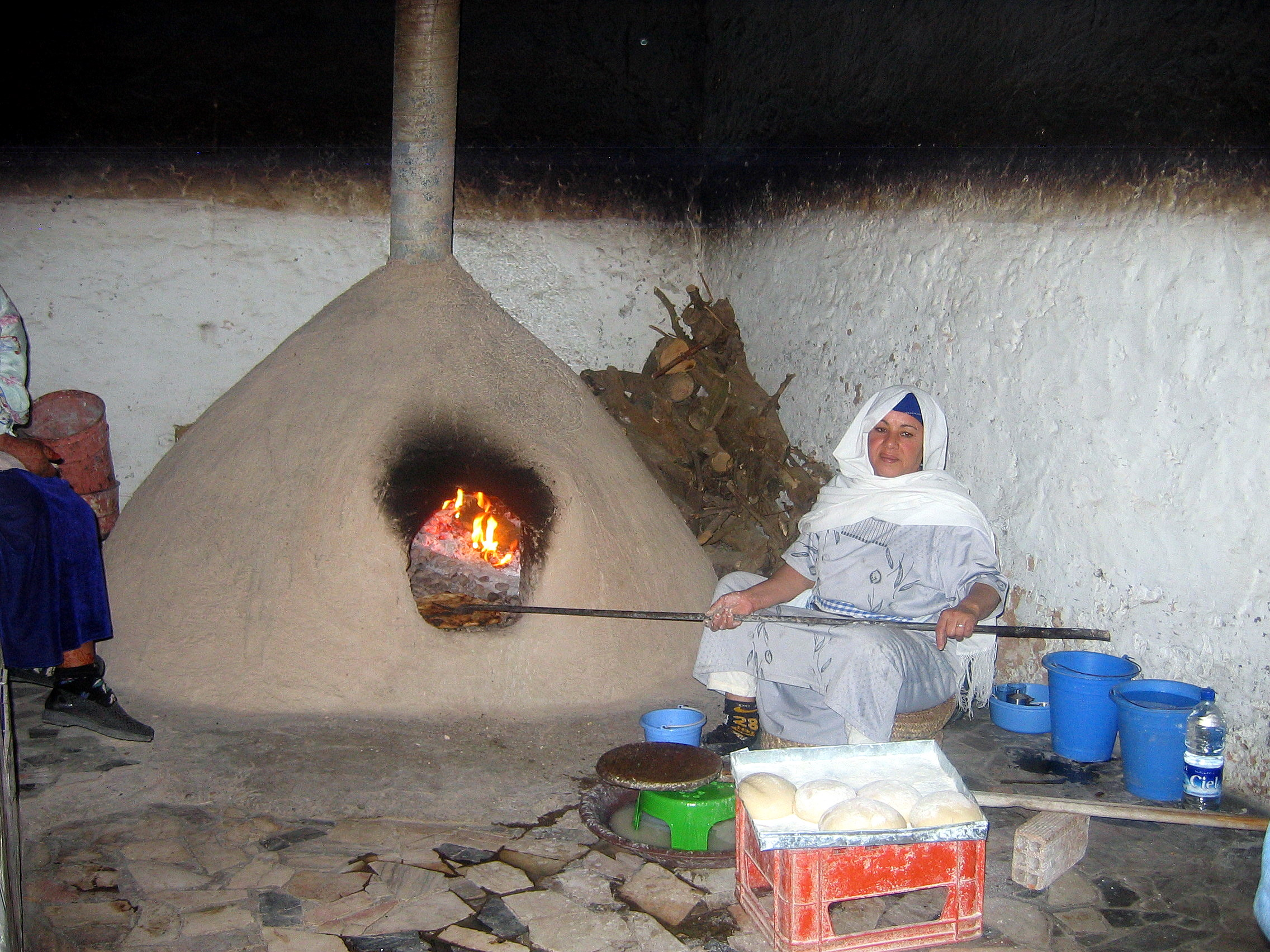
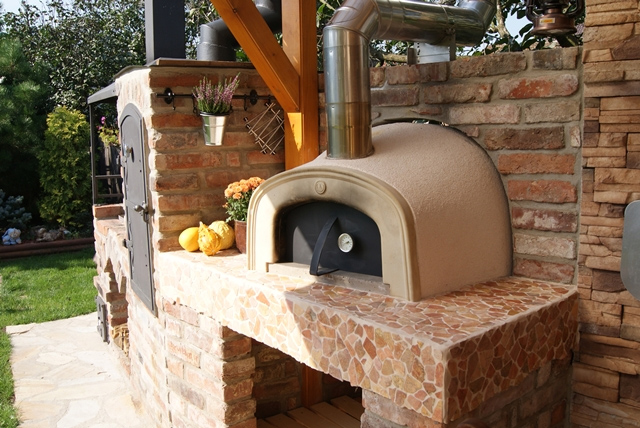
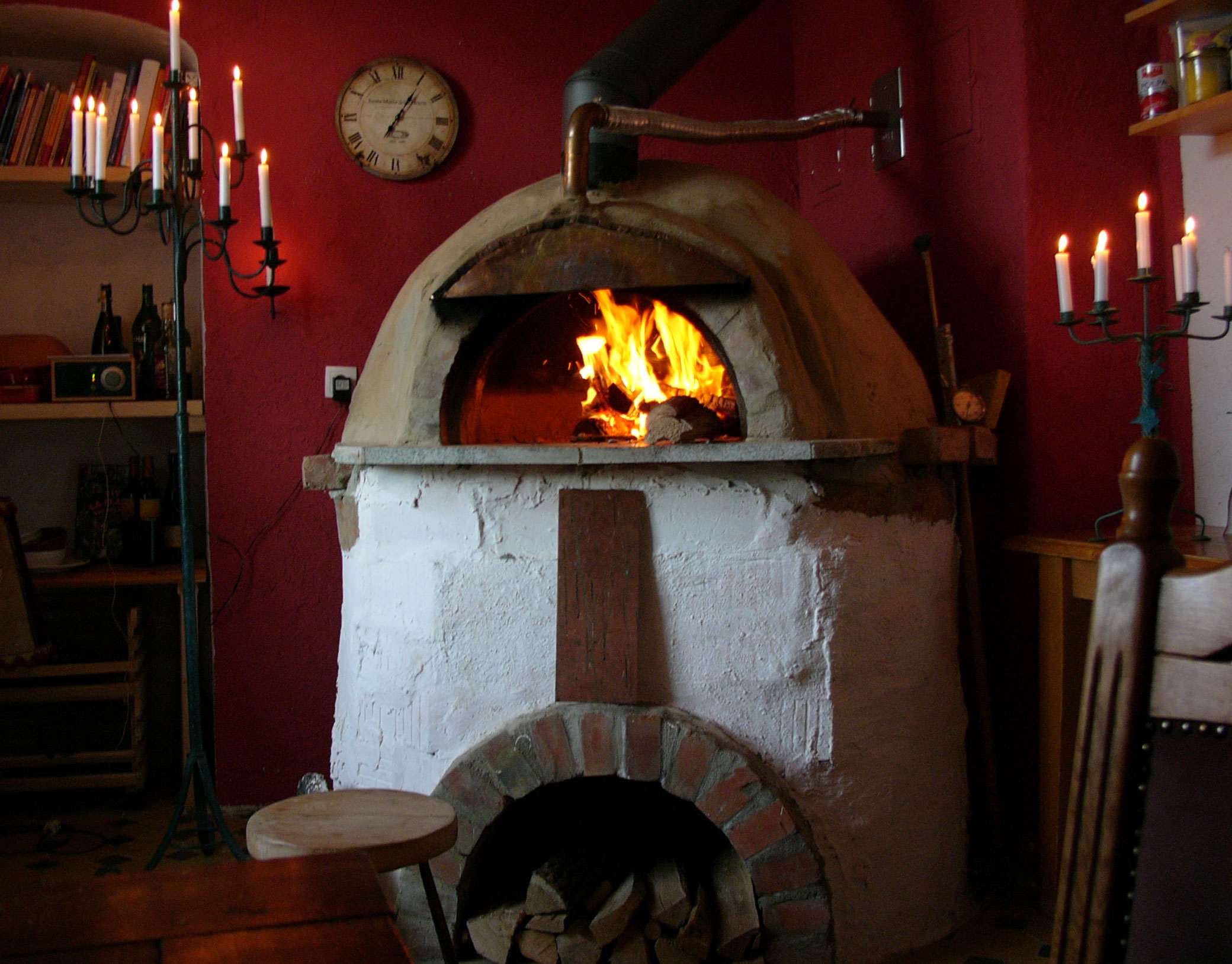
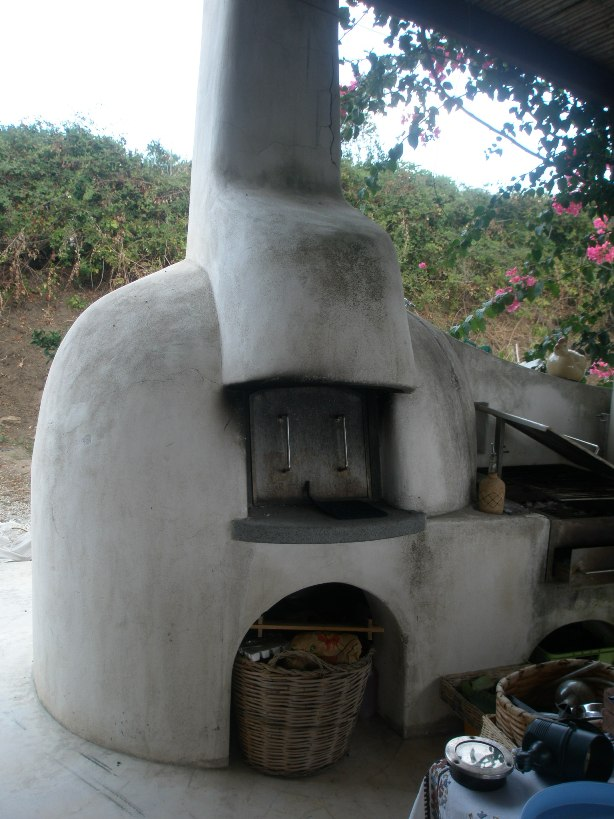